# NGC 2549
NGC 2549 é uma galáxia lenticular (S0) localizada na direcção da constelação de Lynx. Possui uma declinação de +57° 48' 11" e uma ascensão recta de 8 horas, 18 minutos e 58,3 segundos.
A galáxia NGC 2549 foi descoberta em 9 de Fevereiro de 1831 por John Herschel.